# یواس‌اس تیزول (ای‌پی‌ای-۲۰۹)
یواس‌اس تیزول (ای‌پی‌ای-۲۰۹) (به انگلیسی: USS Tazewell (APA-209)) یک کشتی بود که طول آن ۴۵۵ فوت (۱۳۹ متر) بود. این کشتی در سال ۱۹۴۴ ساخته شد.